# Precerámico Tardío
El Precerámico Tardío es un periodo inicial del desarrollo de las civilizaciones andinas, durante el cual se erigen las primeras construcciones monumentales, con fines rituales, y se evidencia la articulación de una incipiente red comercial. Se delimita este periodo hasta la aparición de la cerámica, por lo cual se considera el último periodo del Precerámico Andino. Este periodo se extiende entre los milenios VI a. C. y III a. C.

## Historia
Aunque el término Precerámico fue empleado por primera vez por Junis Bird (Bird et al. 1970) cuando excava el sitio de Huaca Prieta en 1946, el término período Precerámico fue incluido en la periodización propuesta originalmente por John Rowe (1962), con adiciones de Edward Lanning (1967), donde se propuso la utilización de periodos de tiempo divididos en Horizontes e Intermedios. La división en periodos corresponde a un criterio cronológico, basado en una serie de rasgos comunes identificados ampliamente en la región, sin hacer mención a los procesos evolutivos, culturales o tecnológicos (como la domesticación de plantas y animales, la revolución urbana o el Estado) tal como se observa en la periodización propuesta por Luis G. Lumbreras (1969). Debido a la carga evolutiva de esta periodización se considera conveniente emplear el término "Precerámico" al hacer referencia al período anterior a la aparición de la cerámica en los Andes Centrales (alrededor del 1800 a. C.). Además, como en este periodo surgió la Civilización en el Perú, no correspondería denominarle Arcaico. Otro término también utilizado para esta época es el "Precerámico con Algodón" usado inicialmente por Frederic Engel en la década de 1960 y mejor definido por Pozorski y Pozorski (1987:7-8).

## Características
El Precerámico Tardío (3500-1800 a. C.) representa un importante cambio en la organización social y económica en los Andes Centrales. Se observa el surgimiento de las primeras sociedades complejas, asociado de una arquitectura ceremonial en muchos casos monumental. El desarrollo de la agricultura y la pesca permite un excedente que permitió el aumento de la población y el surgimiento de líderes y elites emergentes. Es importante recalcar que no en todas partes de los Andes se dio este cambio. Muchas regiones, como Chilca (Lima), por ejemplo, continuaron con modos de vida simples hasta periodos tardíos (alrededor del 5000 a. C.), mientras que en otras nunca se desarrollaría una alta complejidad social.
- Asentamientos sedentarios.
- Presencia de centros urbanos de carácter ceremonial. Arquitectura monumental.
- Emergencia de Jefaturas y Estados prístinos.
- Práctica de actividades económicas productivas como la agricultura, la ganadería y crianza de animales menores.
- Intensificación de la pesca y el marisqueo.
- Intercambio interregional de productos.
- Organización social segmentaria. Presencia de excedentes productivos.

## Culturas y yacimientos arqueológicos
| Grupo humano             | Grupo humano             | Ubicación                      | Ubicación    | Antigüedad | Descubridor (es)                 | Características                                                                                               | Importancia |
| ------------------------ | ------------------------ | ------------------------------ | ------------ | ---------- | -------------------------------- | --- | --- |
| Grupo humano             | Grupo humano             | Zona                           | Departamento | Antigüedad | Descubridor (es)                 | Características                                                                                               | Importancia |
| Caral                    | Caral                    | Valle de Supe                  | Lima         | 3000 a. C. | Ruth Shady, Max Uhle             | Estado prístino. Altar de fuego sagrado. Organización social compleja. Algodón, pacae. Estatuillas femeninas. | Primera "ciudad" sagrada de América. Primera "civilización" de América. Primera forma de estado precolombino. Primer textil del Perú. |
| Cerro Paloma             | Cerro Paloma             | Valle de Chilca, costa central | Lima         | 4000 a. C. | Fréderic Engel                   | Recinto público. Arquitectura incipiente.                                                                     | Primera población sedentaria del Perú Primera arquitectura de América                                                                 |
| Sechín Bajo              | Sechín Bajo              | Valle de Casma                 | Ancash       | 3500 A. C. | Peter R. Fuchs, Renate Patzschke | Adobe. Plaza circular hundida. Jefatura. Centro ceremonial.                                                   | Primer templo de América. Primeros relieves en barro del Perú.                                                                        |
| Caral                    | Áspero                   | Valle de Supe                  | Lima         | 3000 A. C. | Robert Feldman                   | Asentamiento pesquero. Plataformas piramidales y plazas. Estatuillas femeninas. Tradición Mito.               | - |
| Caral                    | Vichama                  | Valle de Huaura                | Lima         | 3000 A. C. | Ruth Shady                       | Asentamiento agropesquero.                                                                                    | - |
| Caral                    | Miraya                   | Valle de Supe                  | Lima         | 3000 A. C. | Ruth Shady                       | - | - |
| Caral                    | Lurihuasi                | Valle de Supe                  | Lima         | 3000 A. C. | Ruth Shady                       | - | - |
| Caral                    | Chupacigarro             | Valle de Supe                  | Lima         | -          | Ruth Shady, Max Uhle             | - | - |
| Caral                    | Pueblo Nuevo             | Valle de Supe                  | Lima         | -          | -                                | - | - |
| Caral                    | Allpacoto                | Valle de Supe                  | Lima         | -          | -                                | - | - |
| Caral                    | Llaqta                   | Valle de Supe                  | Lima         | -          | -                                | - | - |
| Caral                    | Pando                    | Valle de Supe                  | Lima         | -          | -                                | - | - |
| Caral                    | El Molino                | Valle de Supe                  | Lima         | -          | -                                | - | - |
| Caral                    | Limán                    | Valle de Supe                  | Lima         | -          | -                                | - | - |
| Caral                    | Huacache                 | Valle de Supe                  | Lima         | -          | -                                | - | - |
| Caral                    | Piedra Parada            | Valle de Supe                  | Lima         | -          | -                                | - | - |
| Caral                    | Peñico                   | Valle de Supe                  | Lima         | -          | -                                | - | - |
| Caral                    | Cerro Blanco             | Valle de Supe                  | Lima         | -          | -                                | - | - |
| Caral                    | Capilla                  | Valle de Supe                  | Lima         | -          | -                                | - | - |
| Caral                    | Jaiva                    | Valle de Supe                  | Lima         | -          | -                                | - | - |
| Caral                    | Era de Pando             | Valle de Supe                  | Lima         | 2500 a. C. | -                                | - | - |
| El Paraíso o Chuquitanta | El Paraíso o Chuquitanta | Valle del Chillón              | Callao       | 3000 a. C. | Frédéric Engel                   | Templo del Fuego.                                                                                             | - |
| Ventarrón                | Ventarrón                | Valle de Reque, costa norte    | Lambayeque   | 2500 a. C. | Walter Alva                      | Muros policromados con relieves en barro.                                                                     | Primeras pinturas polícromas de América.                                                                                              |
| Huaca Prieta             | Huaca Prieta             | Valle de Chicama               | La Libertad  | 2500 a. C. | Junius Bird                      | Algodón. Tejidos de algodón. Utilizan mates pirograbados (grabado con fuego).                                 | - |
| Kotosh (fase Mito)       | Kotosh (fase Mito)       | Valle de Higueras              | Huánuco      | 2300 a. C. | Seichi Izumi                     | Templo de las manos cruzadas. Escultura de barro. Tradición Mito.                                             | Primera escultura del América |
| Bandurria                | Bandurria                | Playa chica                    | Lima         | 2300 a. C. | Domingo Torero                   | Aldea de marisqueros y pescadores.                                                                            | - |
| Piruro                   | Piruro                   | Alto Marañon                   | Huánuco      | -          | Elizabeth Bonnier                | Altar con fogón central. Tradición Mito.                                                                      | - |
| Huaricoto                | Huaricoto                | Poblado de Marcará             | Áncash       | -          | Richard Burger                   | Tradición Mito.                                                                                               | - |
| La Galgada               | La Galgada               | Pallasca                       | Áncash       | 2100 a. C. | Alberto Bueno Mendoza            | Complejo ceremonial de pirámides escalonadas y patios de piso hundido. Tradición Mito.                        | Primer textil de la sierra del Perú.                                                                                                  |
| Las Haldas               | Las Haldas               | Valle de Casma                 | Áncash       | -          | Rosa Fung                        | Plataformas superpuestas de 45 m. Deformación de cráneos.                                                     | - |
| Culebras                 | Culebras                 | -                              | Áncash       | -          | -                                | - | - |
| Gavilanes                | Gavilanes                | -                              | Áncash       | -          | Kelley y Bonavia                 | Almacenes de maíz                                                                                             | - |
| Río Seco                 | Río Seco                 | -                              | Lima         | -          | -                                | - | - |
| San Antonio de Huachipa  | San Antonio de Huachipa  | Valle del Rímac                | Lima         | -          | -                                | - | - |
| Lurín                    | Lurín                    | Valle del Lurín                | Lima         | -          | Josefina Ramos de Cox            | Ajuar funerario de un niño.                                                                                   | - |
| Asia (Pueblo I)          | Asia (Pueblo I)          | -                              | Lima         | -          | Fréderic Engel                   | - | - |
| Villa del Mar            | Villa del Mar            | -                              | -            | -          | -                                | - | - |